# Tusen vackra bilder (musikalbum)
Tusen vackra bilder är ett samlingsalbum med dansbandsmusik från 1994 av Lotta & Anders Engbergs orkester. Fastän albumet är utgivet i detta namn innehåller det även några låtar från Lotta Engbergs soloalbum.

## Låtlista på musikalbumet
| Nr           | Titel                         | Längd |
| ------------ | ----------------------------- | ----- |
| 1.           | Kan man gifta sig i jeans?    | 3:01  |
| 2.           | Tusen vackra bilder           | 3:45  |
| 3.           | Ingen man är som han          | 3:19  |
| 4.           | Vår tid är nu                 | 3:10  |
| 5.           | Bara du                       | 3:51  |
| 6.           | Jag vill sjunga ut min glädje | 3:01  |
| 7.           | Genom vatten och eld          | 3:50  |
| 8.           | Tusen skäl att stanna         | 3:44  |
| 9.           | Breaking up is Hard to Do     | 2:41  |
| 10.          | Lyckliga gatan                | 3:25  |
| 11.          | Fyra Bugg & en Coca Cola      | 3:02  |
| 12.          | Farbror Max                   | 3:15  |
| Total längd: | Total längd:                  | 40:04 |